# Particularismes chamaniques dans le monde

Répartition du chamanisme dans le monde (carte en anglais)

Le chamanisme est une pratique spirituelle présente dans diverses cultures et religions du monde. Avec de grandes variations d'ordre géographique, culturel ou historique, il existe d'importants particularismes chamaniques dans le monde.

## Eurasie

### Chez les Hmong

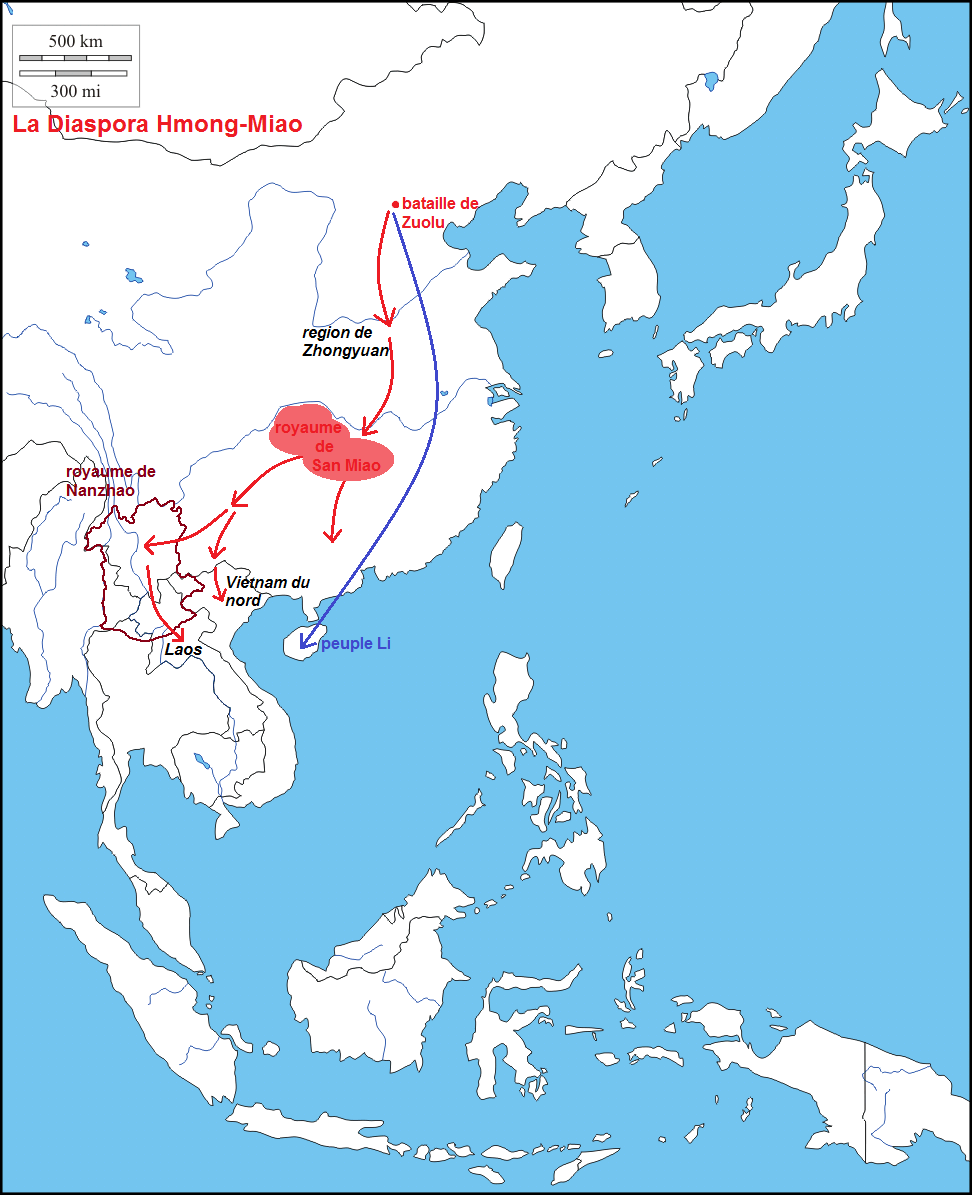
Diaspora du peuple hmong.

Les Hmong forment un groupe ethnique originaire du centre de la Chine, qui continue de maintenir et de pratiquer l'Ua Neeb. Chez les Hmong, le chamanisme est une vocation ; le rôle principal du chaman est d'apporter l'harmonie à l'individu, à sa famille et à sa communauté au sein de leur environnement en accomplissant des rituels, généralement par la transe .
Les Hmong croient que toute chose sur Terre a une âme (voire plusieurs âmes), chacune étant considérée comme égale et éventuellement interchangeable. Le sacrifice animal est au cœur de ces croyances, où il est considéré comme une demande nécessaire d'emprunter l'âme de l'animal pour guérir l'affliction d'une personne ou pour sauver son âme de la capture par un esprit sauvage pendant une période de douze mois. Lors du Nouvel An Hmong, le chaman accomplit un rituel spécial pour libérer l'âme de l'animal vers une dimension spirituelle. Dans le cadre de son service à l'humanité, l'âme de l'animal se réincarne en un « animal supérieur », devenant éventuellement un membre de la famille d'un dieu (ua Fuab Tais Ntuj tus tub, tus ntxhais) pour vivre une vie de luxe, libérée de souffrance en tant qu'animal. Ainsi, participer à cet échange en étant sacrifié constitue l’un des plus grands honneurs pour l’animal.
Le sacrifice animal fait partie de la pratique chamanique des Hmong depuis 5 000 ans. Après la guerre du Viêt nam, plus de 200 000 Hmong se sont installés aux États-Unis et le chamanisme fait toujours partie de leur culture. Avant le combat de coqs sacré, les Hmong du sud-est du Guizhou recouvrent un coq d'un morceau de tissu rouge puis le brandissent pour l'adorer et le sacrifier au Ciel et à la Terre. Lors du procès en 2010 d'un Hmong de Sheboygan (Wisconsin), alors accusé d'avoir organisé un combat de coqs, la cour a jugé la détention de coqs « à la fois à des fins alimentaires et religieuses » comme acceptable et l'affaire s'est conclue par un acquittement.
Outre la dimension spirituelle, les chamanes Hmong tentent de soigner de nombreuses maladies physiques en ayant recours au texte des paroles sacrées (khawv koob).

### Au Japon

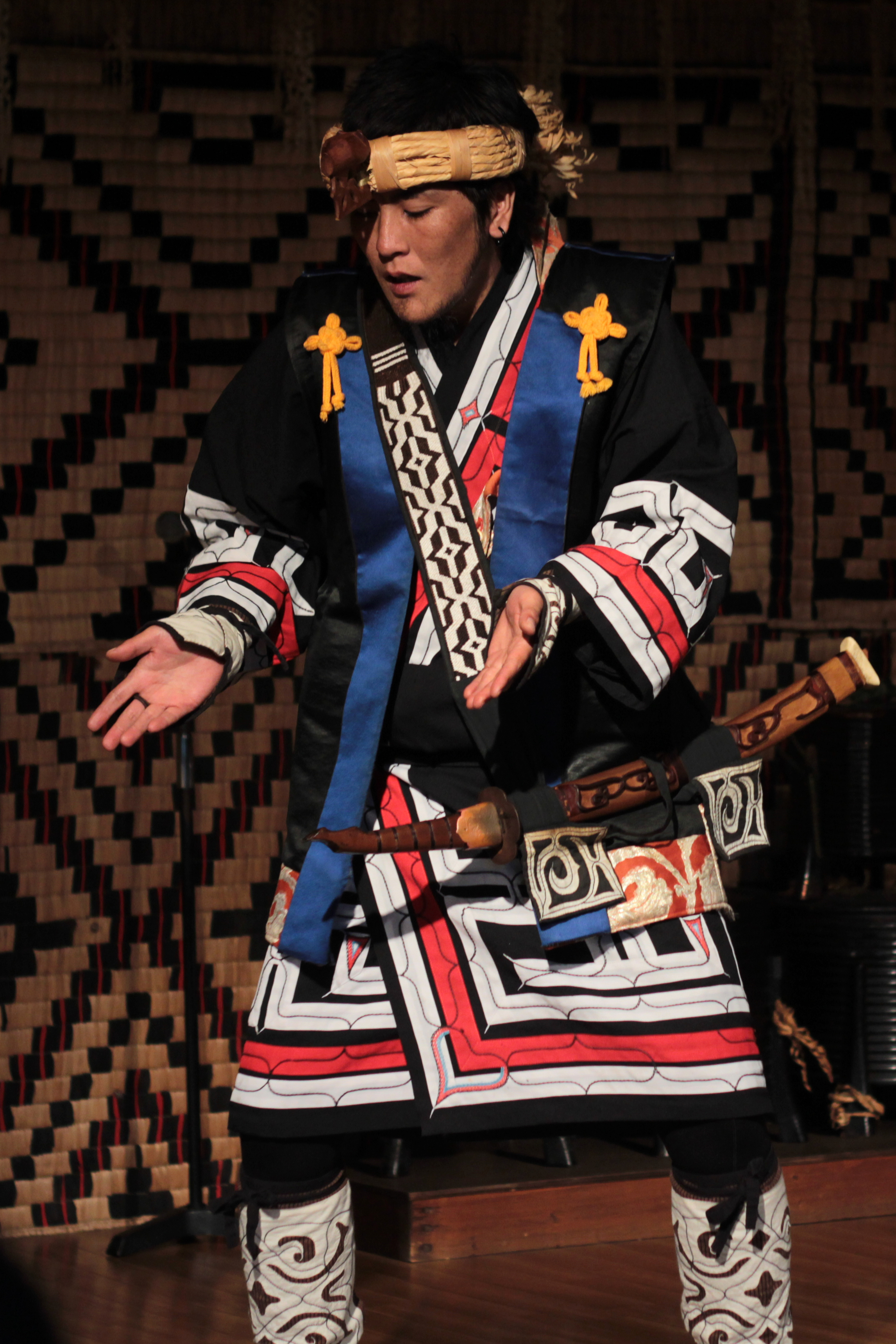
Danseur traditionnel aïnou, au musée aïnou à Shiraoi (Hokkaido)

Le chamanisme fait partie de la religion autochtone des Aïnous et du shintoïsme . Dès le début du Moyen Âge, le shintoïsme connaît l'influence et le syncrétisme avec le bouddhisme et d'autres éléments de la culture continentale de l'Est eurasien. Le livre de Percival Lowell intitulé : « Occult Japan: Shinto, Shamanism and the Way of the Gods » approfondit les recherches sur le chamanisme lié à la culture nippone ou relevant du shintoïsme. Le livre Japan Through the Looking Glass: Shaman to Shinto révèle les aspects extraordinaires des croyances japonaises.

### En Corée
Au nord comme au sud, le chamanisme est toujours pratiqué dans les deux Corée. Dans le sud, les femmes chamanes sont connues sous le nom de mudang, tandis que leurs homologues masculins sont appelés baksoo mudang. On peut devenir chaman grâce à un titre héréditaire ou bien une prédisposition naturelle. Dans la société contemporaine, les chamans sont consultés pour les décisions financières et matrimoniales,.

### En Malaisie

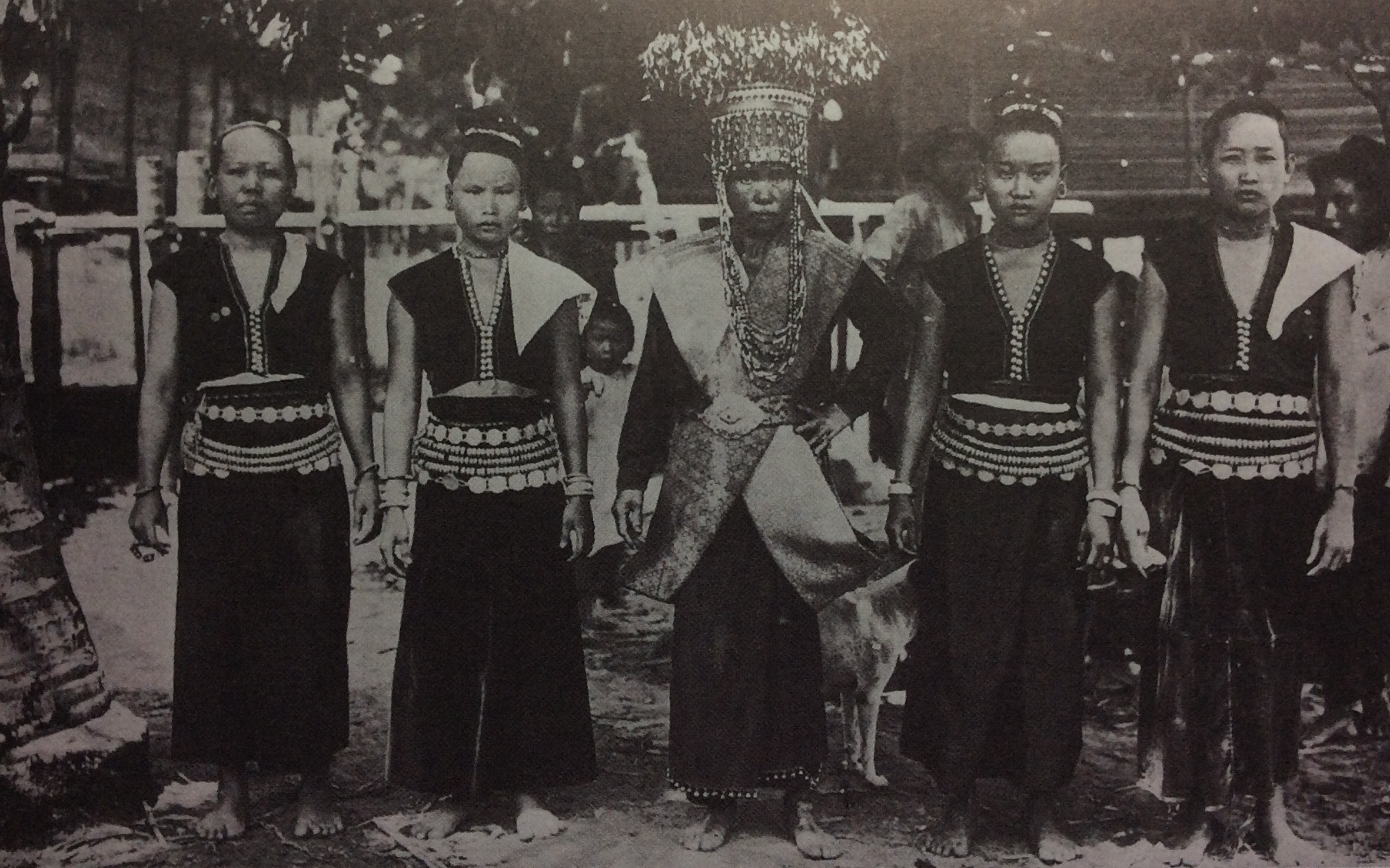
Bobohizan de Sabah, vers 1921.

Le chamanisme est également pratiqué au sein de la communauté malaise de la péninsule Malaise et des peuples autochtones du Sabah et du Sarawak . Les personnes qui pratiquent le chamanisme dans le pays sont généralement appelées bomoh, et de manière analogue pawang dans la péninsule,. Au Sabah, le Bobohizan est le chaman en chef de la communauté autochtone des Kadazan-Dusun.

### En Mongolie

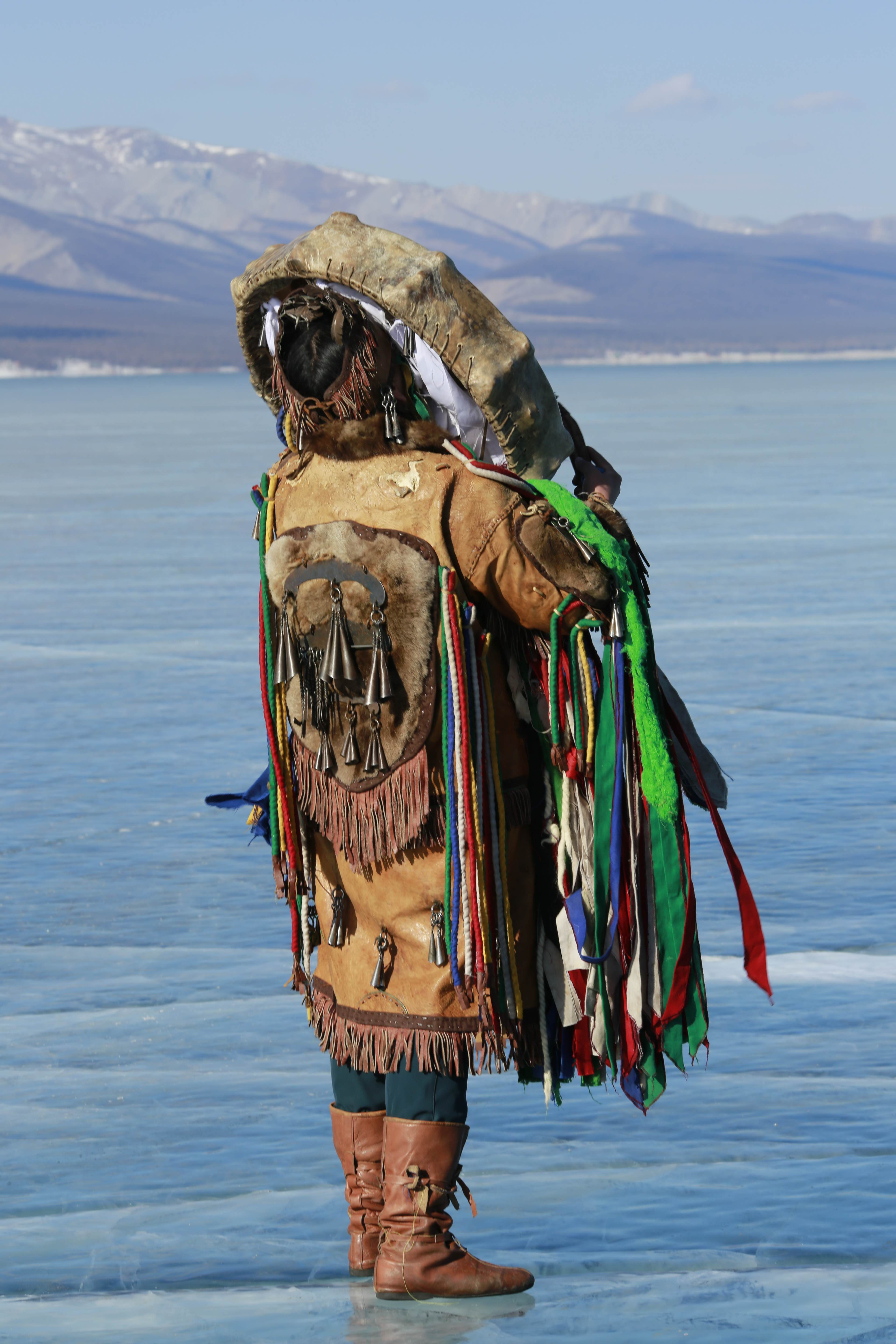
Chaman mongol effectuant des rituels, (le 3 mars 2019). Au culte du lac Khövsogol, lors de l'événement Blue Pearl en Mongolie

Des récits classiques mongols, tels que Histoire secrète des Mongols, fournissent des détails sur les chamanes, hommes et femmes, servant d'exorcistes, de guérisseurs, de faiseurs de pluie, d'oniromanciens, de devins et de fonctionnaires. Les pratiques chamaniques se poursuivent dans la culture mongole actuelle,,,,.

#### Hiérarchie ancestrale
Fondée sur les clans, la tradition spirituelle mongole propose une hiérarchisation des esprits complexe. Le groupe le plus élevé se compose de 99 tngri (dont 55 bienveillants dits « blancs », 44 terrifiants dits « noirs ») et 77 natigai ou « mères de la Terre ». Communs à tous les clans, les tngri ne sont invoqués que par les chefs et les grands chamans. Trois groupes d’esprits ancestraux dominent. Les « Esprits-Seigneurs » sont les âmes des chefs de clan à qui tout membre d'un clan peut faire appel pour obtenir une aide physique ou spirituelle. Les « Esprits-Protecteurs » comprennent les âmes des grands chamans (ĵigari) et grandes chamanes (abĵiya). Les « Esprits-Gardiens » sont constitués des âmes de chamans (böge) et chamanes (idugan) d'ordre mineur et associés à un lieu spécifique (y compris les montagnes, les rivières, etc.) sur le territoire du clan.

#### Néo-chamanisme
Les années 1990 voient apparaître une forme de néo-chamanisme mongol, adoptant une approche moderne du chamanisme. Parmi les Mongols bouriates, répartis entre la Mongolie et la Russie, la prolifération des chamans depuis 1990 est un aspect central d'une lutte plus vaste menée par les Bouriates pour rétablir leurs racines historiques et génétiques, comme l'a largement documenté Ippei Shimamura, anthropologue à l'Institut de recherche en Mongolie et en Russie. Université de la préfecture de Shiga au Japon. Certains chamanes mongols font désormais de leur métier un business et ont même des bureaux dans les grandes villes. Dans ces entreprises, un chaman dirige généralement l’organisation et fournit des services tels que la guérison, la divination et la résolution de toutes sortes de problèmes. Bien que l’enthousiasme initial pour la renaissance du chamanisme mongol dans l’ère post-communiste/post-1990 ait conduit à une ouverture à tous les visiteurs intéressés, la situation a changé parmi les Mongols cherchant à protéger la base ethnique ou nationale essentielle de leurs pratiques. Avec les années 2010, de nombreuses associations de chamans mongols ont appris à se méfier des chamans occidentaux dit « tradi », « néo- » ou « New Age » et ont restreint l'accès aux seuls Mongols et érudits occidentaux.

### Aux Philippines

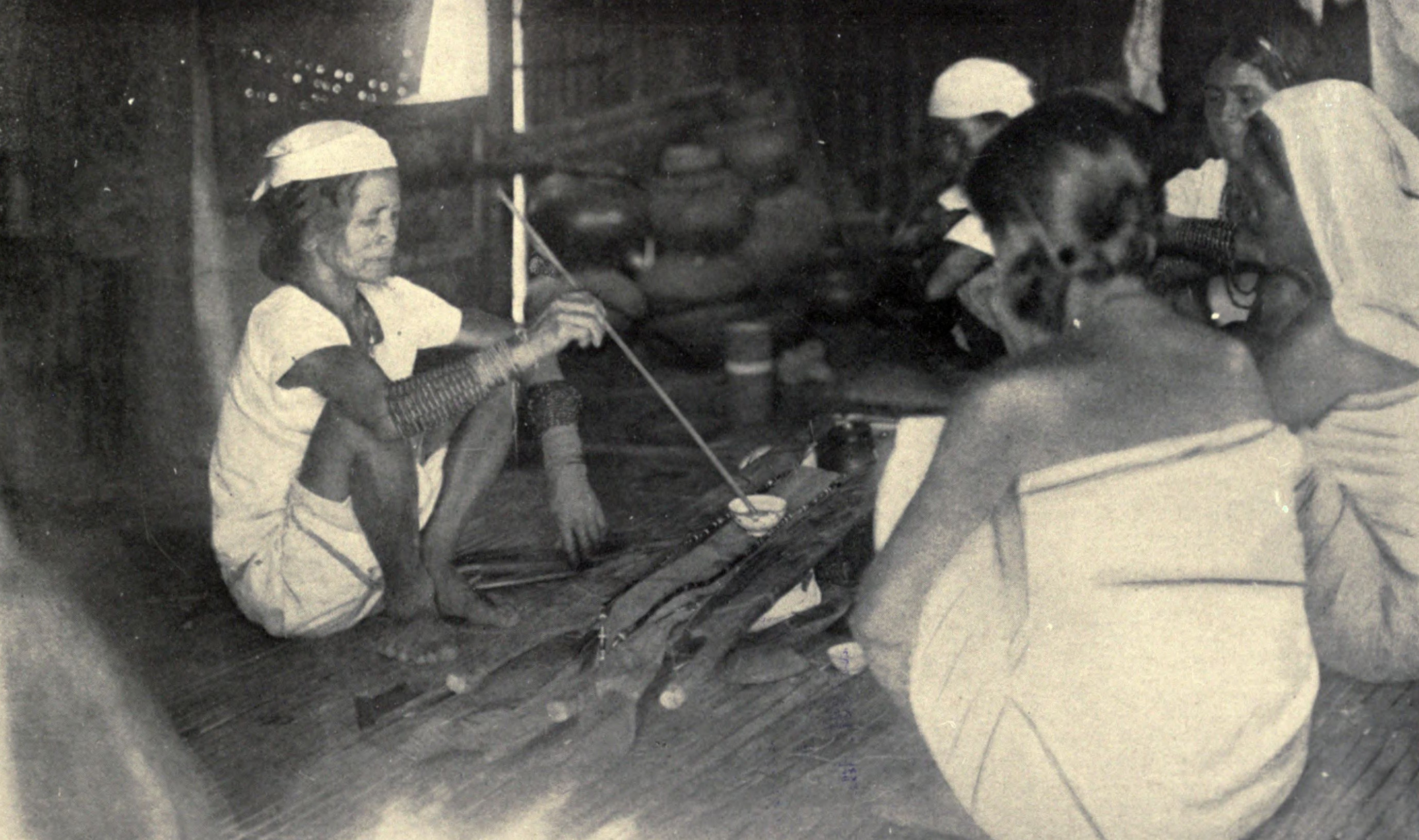
1922 : chaman du peuple itneg lors d'un acte d'offrande à l'esprit (anito) d'un bouclier de guerrier (kalasag)

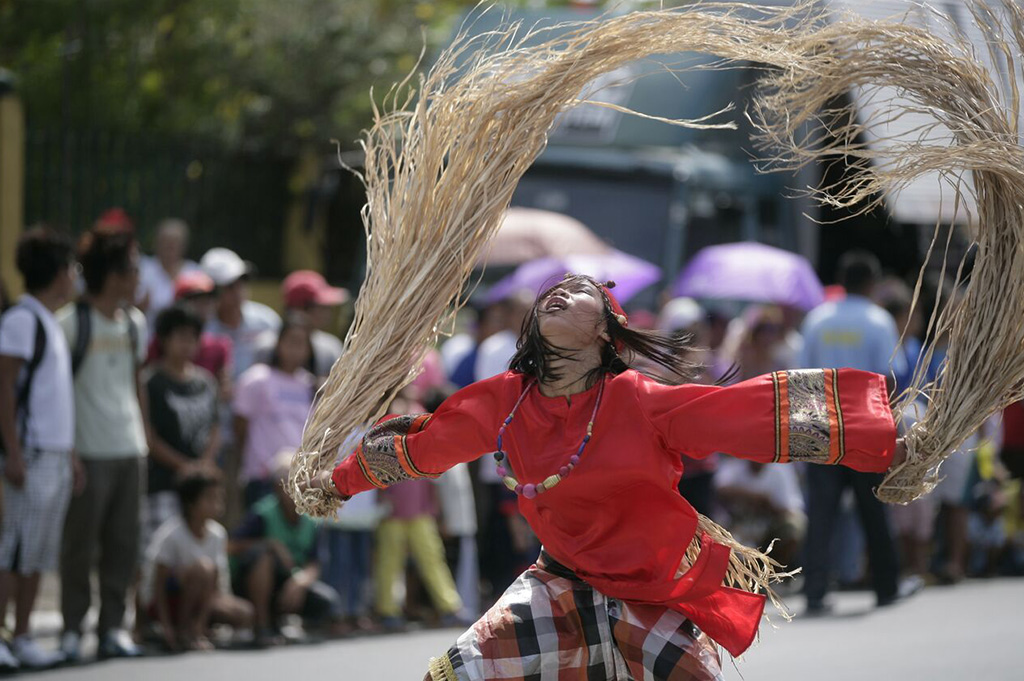
Danseur représentant un chaman lors d'un festival babaylan à Bago (province du Negros Occidental).

Les babaylan (également balian ou katalonan, parmi de nombreux autres noms indigènes) sont des chamans traditionnels des différents groupes ethniques des îles philippines précoloniales. Ces chamans se spécialisaient dans l'exploitation des pouvoirs illimités de la nature et étaient presque toujours des femmes, hormis quelques hommes féminisés (asog ou bayok). On croyait qu'ils avaient des guides spirituels, grâce auxquels ils pouvaient entrer en contact et interagir avec les esprits, les divinités (anito ou diwata) et le monde des esprits. Leur rôle principal était celui de médiums lors des rituels de cérémonies de pag-anito. Il existait également divers sous-types de babaylan spécialisés dans les arts de la guérison, de l'herboristerie, de la divination et de la sorcellerie.

### En Sibérie et Eurasie du Nord

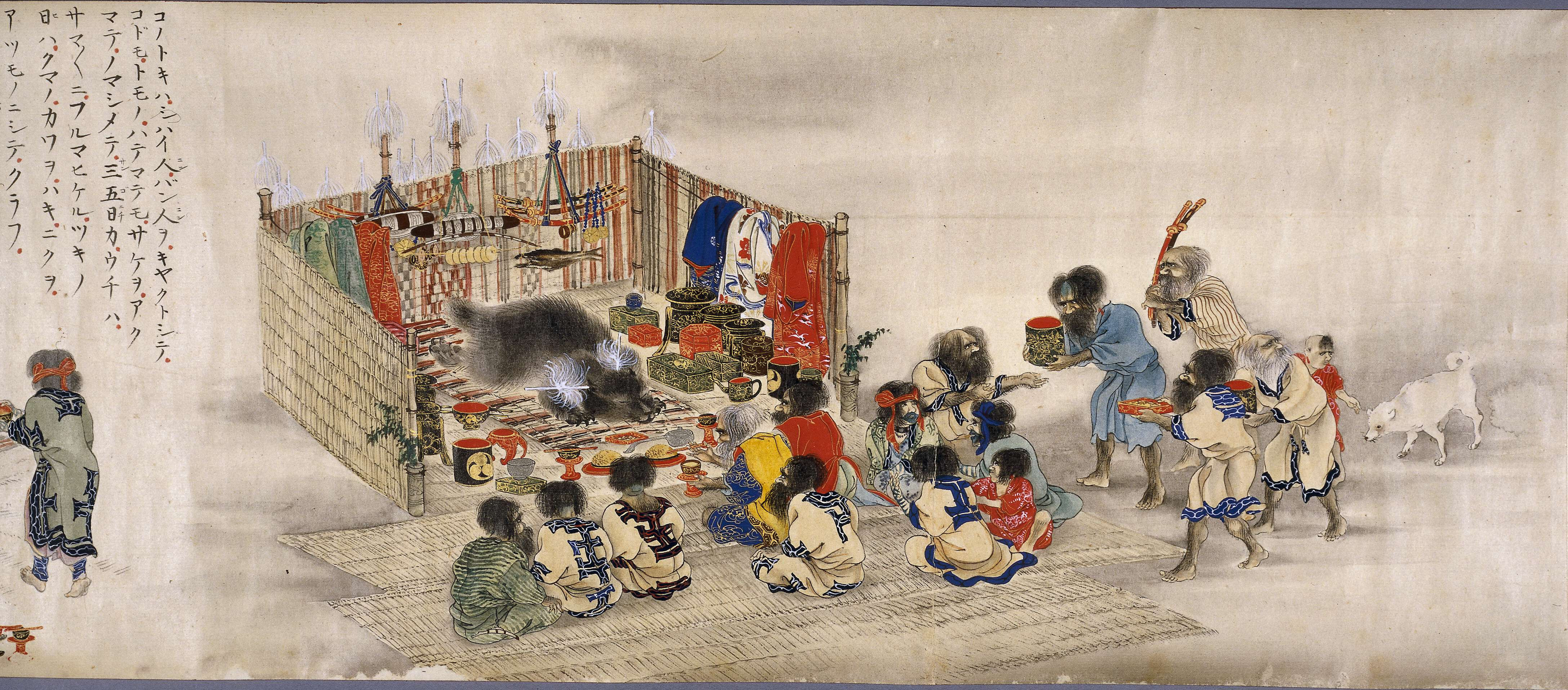
Sacrifice de l"ours chez les Aïnous. Peinture japonaise sur rouleau, vers 1870.

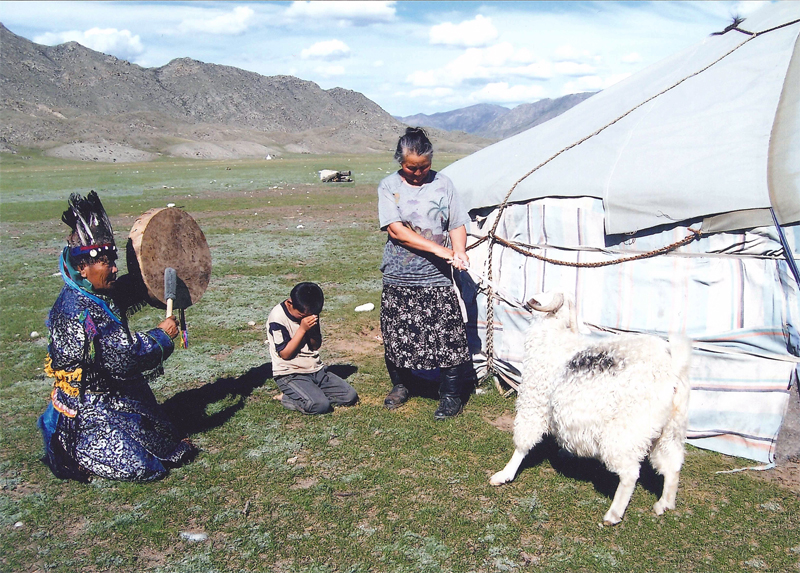
Chaman dans le sud de la Sibérie, 2014

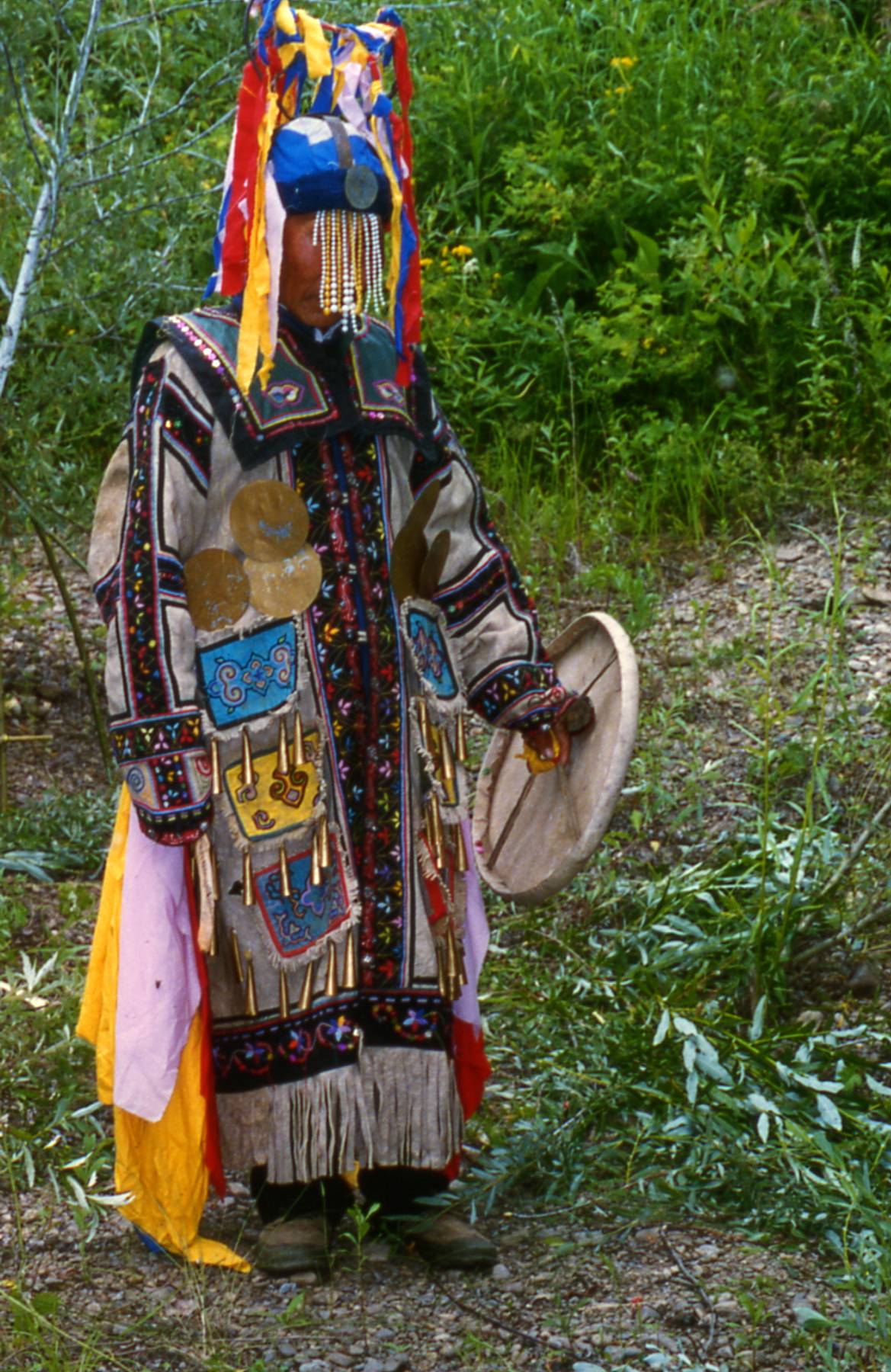
Chaman oroqen, au nord de la Chine

La Sibérie est considérée comme le chantre du chamanisme. La région est habitée par de nombreux groupes ethniques différents et nombre de ses habitants observent des pratiques chamaniques, même à l'époque moderne. De nombreuses sources ethnographiques classiques du « chamanisme » ont été enregistrées parmi les peuples sibériens.
Le chamanisme mandchou fait partie des rares traditions chamanistes à avoir détenu un statut officiel jusqu'à l'ère moderne, en devenant l'un des cultes impériaux de la dynastie Qing de Chine (aux côtés du bouddhisme, du taoïsme et de la Bureaucratie céleste). Le Palais de la Tranquillité Terrestre, une des principales salles de la Cité interdite de Pékin, était en partie dédié aux rituels chamaniques. Le dispositif rituel est encore conservé in situ aujourd'hui.
Chez les Tchouktches sibériens, le chaman s'interprète comme une personne possédée par un esprit exigeant que quelqu'un assume le rôle chamanique pour son peuple. Chez les Bouriates, il existe un rituel connu sous le nom de shanar par lequel un candidat est consacré chaman par un autre chaman déjà établi.
Parmi les différents peuples samoyèdes, le chamanisme demeure également une tradition vivante à l'époque moderne, en particulier au sein de groupes isolés (Nganassanes). Les dernières séances chamaniques notables chez les Nganassanes ont pu être enregistrées sur film dans les années 1970,.
Avec la création de la république populaire de Chine en 1949 et l'officialisation de sa frontière avec la Sibérie russe, les chamanistes de nombreux groupes nomades toungouses (dont les Evenkis) se retrouvent confinés en Mandchourie et en Mongolie-Intérieure. Le dernier chaman des Oroqens, Chuonnasuan (Meng Jinfu), est décédé en octobre 2000.
Néanmoins, chez Dans de nombreux autres cas, le déclin des pratiques chamaniques se constate dès le début du XXe siècle, par exemple chez les Roms.

### Eurasie centrale

#### Influences géographiques sur le chamanisme d'Eurasie centrale
Les facteurs géographiques influent fortement sur le caractère et le développement des religions, mythes, rituels et épopées en Eurasie centrale. À la différence d’autres parties du monde, où les actes rituels servent principalement à la prospérité des activités agricoles, les rituels d'Eurasie centrale visent à assurer le succès de la chasse et de l’élevage du bétail. Les animaux sont des éléments majeurs de la religion indigène en Eurasie centrale par leur rôle primordial dans la survie des civilisations nomades des steppes ainsi que des populations sédentaires vivant sur des terres peu propices à l'agriculture. Selon les traditions locales, les chamans portent des peaux de bêtes et des plumes et se transforment en animaux au cours de voyages spirituels. De plus, les animaux servaient de guides aux humains, de sauveteurs, d'ancêtres, de totems et d'offrandes sacrificielles. En tant que religion de la nature, le chamanisme dans toute l’Eurasie centrale vénère particulièrement les relations entre le ciel, la terre et l’eau et croit à l’importance mystique des arbres et des montagnes. Le chamanisme en Eurasie centrale met également fortement l’accent sur l’opposition entre l’été et l’hiver, correspondant aux énormes différences de température courantes dans la région. Les conditions difficiles et la pauvreté causées par les températures extrêmes ont poussé les nomades d’Eurasie centrale tout au long de l’histoire à poursuivre des objectifs militaristes contre leurs voisins sédentaires. Ce passé militaire se reflète dans le respect des chevaux et des guerriers au sein de nombreuses religions autochtones.

#### Des pratiques et croyances en commun
Les  traditions d'Eurasie centrale veulent que les chamans servent d'intermédiaires sacrés entre le monde des humains et celui des esprits. Dans ce rôle, ils assumaient des tâches telles que la guérison, la divination, faire appel aux ancêtres, manipuler les éléments, diriger les âmes perdues et procéder à des rituels sacrés en public. La tradition chamanique propose des démonstrations publiques du voyage du chaman vers le monde des esprits et implique généralement des transes intenses, des tambours, des danses, des chants, des costumes élaborés, des démonstrations miraculeuses de force physique et la participation du public. L'éventail de ces séances va de la récupération de l'âme perdue d'un patient malade à la prédiction de l'avenir en passant par le contrôle des éléments météorologiques ou bien la recherche d'une personne disparue ou d'une chose perdue. L'utilisation de tours de passe-passe, de ventriloquie et d'hypnose était courante dans ces rituels, mais n'expliquait pas les exploits les plus impressionnants et les guérisons réelles obtenues par les chamans.
Les chamans se produisent dans un « état d'extase » induit par la volonté. Atteindre cet état modifié de conscience implique un grand effort mental, de la concentration et une stricte autodiscipline. La préparation mentale et physique comprend de longues périodes de méditation silencieuse, de jeûne et de tabagisme. Dans cet état, les chamans qualifiés emploient des capacités que l’organisme humain ne peut accomplir d'ordinaire. Les chamans en extase font montre d’une force physique inhabituelle, de la capacité de résister à des températures extrêmes, de la capacité de poignarder et de couper sans douleur et d’une réceptivité accrue des organes sensoriels. Les chamans utilisaient des substances intoxicantes et des hallucinogènes, en particulier des champignons mukhomor et de l'alcool, pour accélérer la survenue du point d'extase,.
Le recours à la purification par le feu est un élément important de la tradition chamanique dès le VIe siècle. Humains et objets liés aux morts impliquent d'être purifiées en passant entre les flammes. Ces purifications étaient des exorcismes complexes tandis que d'autres consistent simplement à marcher  deux feux tout en recevant la bénédiction du chaman. Les chamans, dans la littérature et dans la pratique, sont également responsables de l'emploi de pierres spéciales liées aux conditions météorologiques. l'aide de ces pierres, ils accomplissent des rituels  pour attirer la pluie ou bien repousser la neige, le froid ou le vent. Une « pierre de pluie » est utilisée en de nombreuses occasions, notamment pour mettre fin à la sécheresse et produire des tempêtes de grêle comme attaque de guerre. Malgré des distinctions manifestes entre les différents types de chamans et les traditions spécifiques, il existe une certaine uniformité dans toute la région qui se concrétise dans les croyances personnelles, les objectifs, les rituels, les symboles et l'apparence des chamans.

#### Les rituels chamaniques comme performances artistiques
La cérémonie chamanique est à la fois office religieux et performance artistique. Les manifestations scéniques ne visent pas à attirer l'attention ou à créer un spectacle, mais à conduire la tribu dans un processus rituel solennel. Les spectacles se composent de quatre éléments : la danse, la musique, la poésie et l'action dramatique ou mimétique. L'utilisation de ces éléments a pour but d'exprimer extérieurement sa communion spirituelle avec la nature et les esprits pour le reste de la tribu. Le vrai chaman peut faire le voyage vers le monde des esprits à tout moment et en tout lieu, mais les cérémonies chamaniques permettent au reste de la tribu de partager cette expérience mystique. Le chaman change sa voix de manière mimétique pour représenter différentes personnes, dieux et animaux tandis que sa musique et sa danse changent pour montrer ses progrès dans le monde des esprits et ses différentes interactions spirituelles. De nombreux chamans pratiquent la ventriloquie et utilisent leur capacité à imiter avec précision les sons des animaux, de la nature, des humains et d'autres bruits afin de fournir au public l'ambiance du voyage. Des danses élaborées et des récitations de chants et de poésie sont utilisées pour faire des aventures spirituelles du chaman une réalité vivante pour son public.

#### Apparat et accessoires
La tenue vestimentaire du chaman varie dans toute la région, mais ses principaux accessoires sont le manteau, le couvre-chef et le tambourin ou tambour. La transformation en animal est un aspect important du voyage dans le monde des esprits entrepris lors des rituels chamaniques, c'est pourquoi le manteau est souvent décoré de plumes et de représentations d'animaux, de mouchoirs colorés, de cloches et d'ornements métalliques. Le bonnet est généralement fabriqué à partir de la peau d’un oiseau avec les plumes et parfois la tête encore attachées.
Le tambour ou tambourin est le moyen essentiel de communication avec les esprits et permettant au chaman d'atteindre des états de conscience altérée au cours de son voyage. Le tambour, qui représente l'univers par excellence, est souvent divisé en moitiés égales pour représenter la terre et les royaumes inférieurs. Des symboles et des objets naturels sont ajoutés au tambour représentant les forces naturelles et les corps célestes.

#### Dans la Russie tsariste puis soviétique
Dans l'Eurasie centrale de l'époque soviétique, le gouvernement soviétique persécute et dénonce les chamans comme praticiens de médecine frauduleuse et perpétuateurs de croyances religieuses dépassées dans cette nouvelle ère idéologique de science et de logique. Les transformations radicales survenues après la Révolution socialiste d'Octobre conduisent à une forte diminution de l'activité des chamans. Les chamans représentent alors une composante importante de la culture traditionnelle du centre eurasien, en raison de leur rôle majeur dans la société et son organisation. Les campagnes soviétiques et leurs responsables ciblent les chamans dans leur tentative d'éradiquer les influences traditionnelles dans la vie des peuples autochtones. Parallèlement aux persécutions sous les régimes tsariste et soviétique, la propagation du christianisme et de l'islam a joué un rôle dans la désintégration de la foi autochtone dans toute l'Eurasie centrale. La pauvreté, l'instabilité politique et l'influence étrangère nuisent également à une religion qui a besoin de publicité et de patronage pour s'épanouir. Dans les années 1980, la plupart des chamans sonnt discrédités aux yeux de leur peuple par les autorités et les tenants soviétiques de la médecine.

### Au Viêt Nam

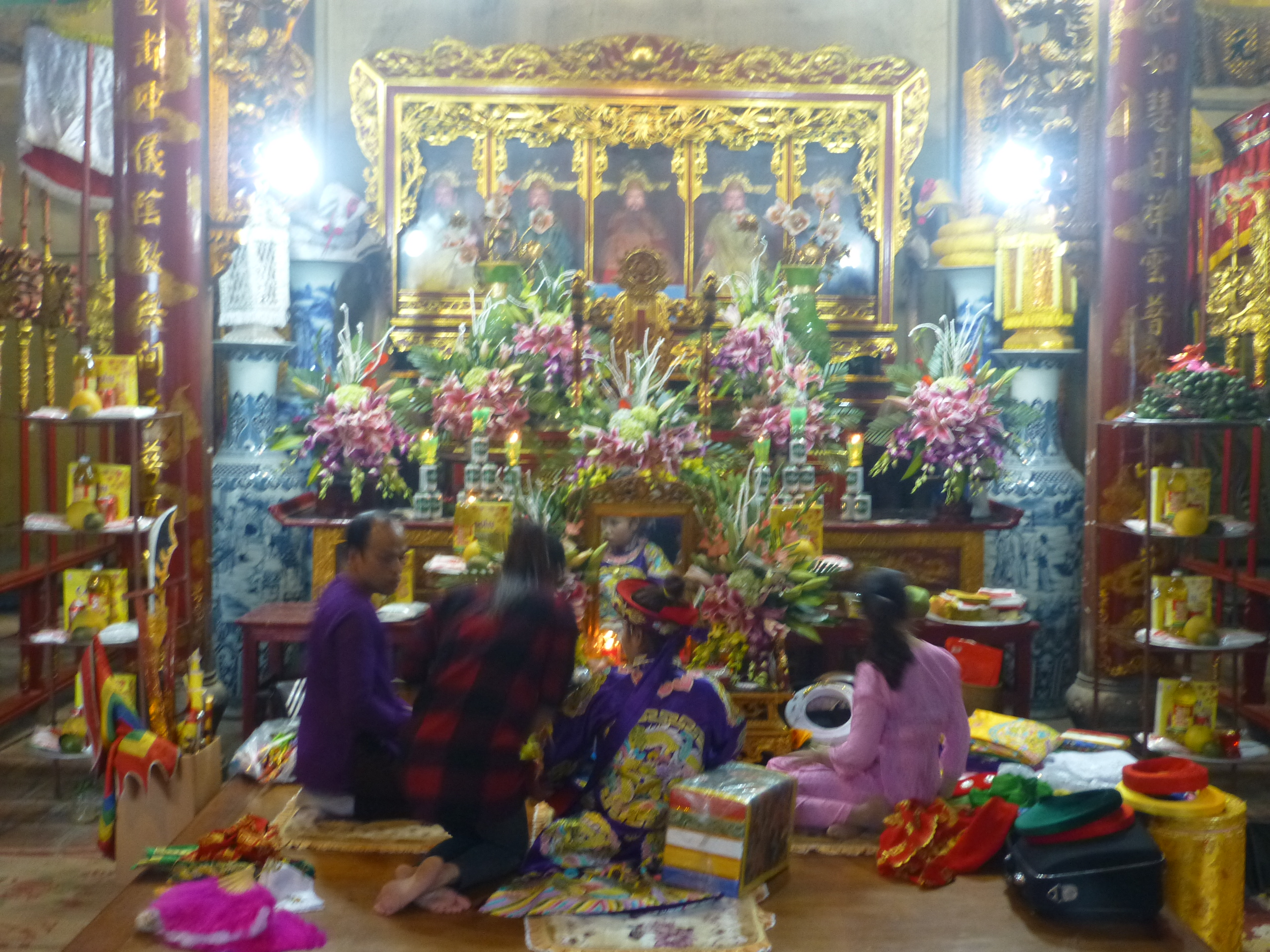
Lên đồng dans le temple Đông Cuông (Viêt Nam). Le đồng cốt (chaman) change de vêtements en douze occasions au cours d'une séance de lên đồng, ce qui signifie qu'il change douze fois de personnages intérieurs.

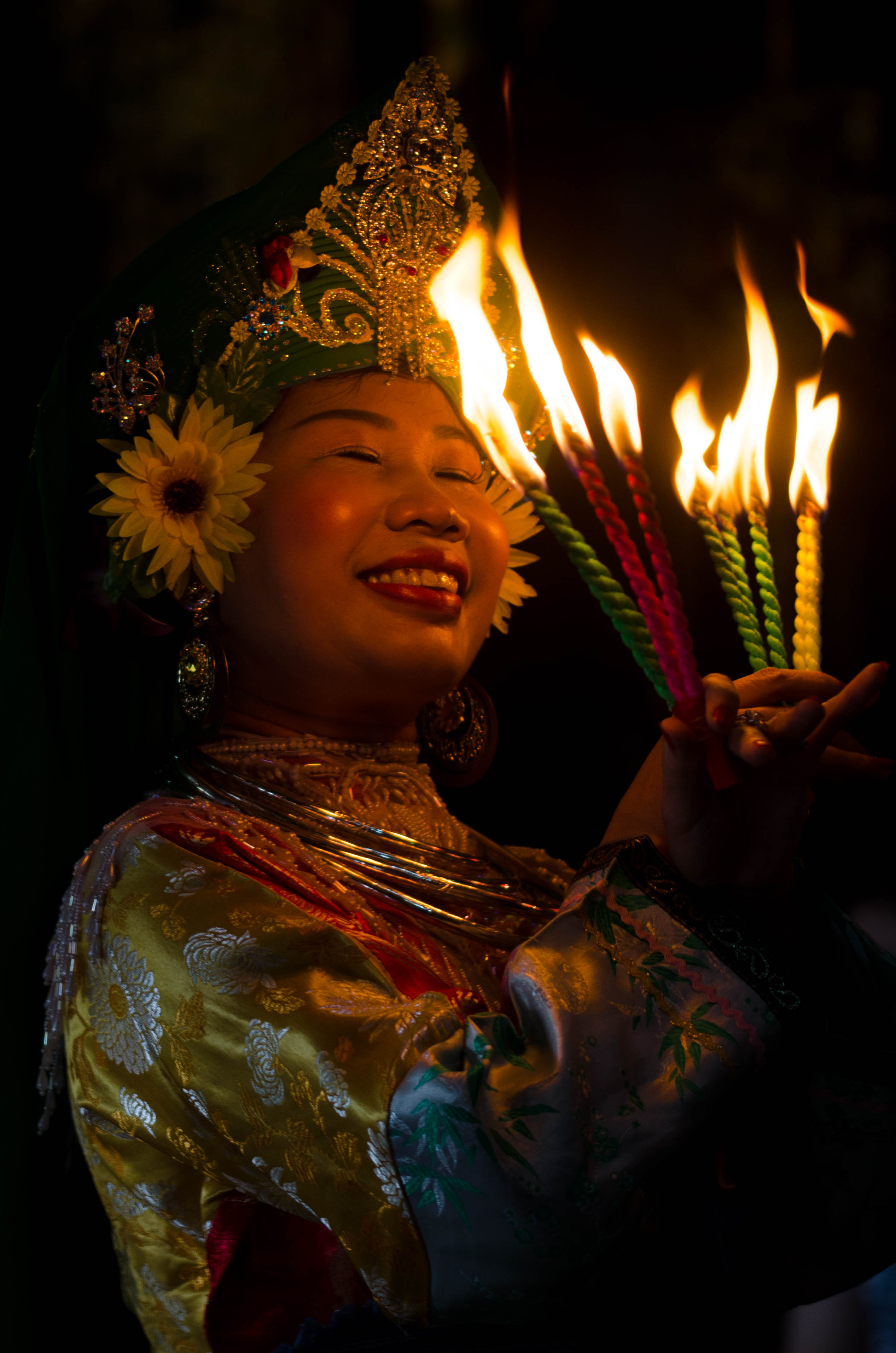
Un đồng cốt en cours de lên đồng.

Au Viêt Nam, les chamans mènent des rituels dans de nombreuses traditions religieuses qui se mélangent entre les populations majoritaires et les minorités locales. Dans leurs rituels, la musique, la danse, les tenues spéciales et les offrandes font partie du spectacle qui entoure le voyage spirituel.
Le chamanisme fait partie de la religion traditionnelle vietnamienne. Trois branches du chamanisme sont connues aujourd'hui sous les noms de Đạo Mẫu, Thánh Trần et Nội Đạo Tràng. La branche Đạo Mẫu est la plus réputée des trois. Au Viêt Nam, cette pratique rituelle est appelée lên đồng (ou encore hầu bóng, ou hầu đồng). Les cérémonies impliquent des éléments artistiques tels que la musique, le chant, la danse et l'utilisation de tenues typiques.
Le chầu văn, art populaire traditionnel du nord du Viêt Nam, est lié au Đạo Mẫu . Le genre est célèbre pour son utilisation dans les rituels de médiumnité des divinités. Chầu văn sert deux objectifs : aider à hypnotiser le médium pour la réception des divinités et accompagner les actions du médium avec une musique appropriée.

### En Inde et au Népal
Le theyyam ou « theiyam » en malayalam – une langue du sud de l’Inde – est le processus par lequel un prêtre invite une divinité hindoue à utiliser son corps comme médium ou canal et à répondre aux questions des autres fidèles. Le même est appelé arulvaakku ou arulvaak en tamoul, autre langue du sud de l'Inde - Le temple Adhiparasakthi Siddhar Peetam est célèbre pour ses pratiques d'arulvakku au Tamil Nadu. Les habitants de Mangalore et des environs du Karnataka appellent le nomment Būta Kōlā, ou « paathri » ou « darshin » ; dans d'autres parties du Karnataka, il est connu sous divers noms tels que « prashnaavali », « vaagdaanai », « aseii », « aashirvachanai »,,,,. Dans l'Uttarakhand et l'Himachal Pradesh, un rituel chamanique similaire a lieu dans les temples hindouistes : on le désigne jagar et dans l'Himachal, gur.
Au Népal et au Sikkim, « dhaamee » ou « jhakri » sont des noms courants pour désigner les chamans. Ils existent chez les Limbus, Sunuwars, Rais, Sherpas, Kamis, Tamangs, Gurungs, Magars et les Lepchas. Ils sont influencés par l'hindouisme, le bouddhisme tibétain, les rites Mun et Bön.
En français, la traduction rendant le mieux cette fonction est « oracle ». Le dalaï-lama, en exil dans le nord de l'Inde, consulte toujours un oracle connu sous le nom d'Oracle de Nechung, considéré comme l'oracle officiel du gouvernement tibétain. Le dalaï-lama, selon une coutume séculaire, consulte l'Oracle de Nechung lors des festivités du nouvel an de Losar.

### Dans d'autres traditions eurasiennes
Le chamanisme est encore largement pratiqué dans les îles Ryūkyū (Okinawa, Japon), où les chamans sont connus sous le nom de « Noro » (toutes des femmes) et « Yuta ». Les noro administrent généralement des cérémonies publiques ou communales tandis que les yuta se concentrent sur les affaires civiles et privées. Le chamanisme est également pratiqué dans quelques zones rurales du Japon proprement dit. Il est communément admis que la religion shinto est le résultat de la transformation d’une tradition chamanique en religion formalisée. Les formes de pratique varient quelque peu dans les différentes îles Ryūkyū, de sorte qu'il existe, par exemple, un chamanisme Miyako distinct.
Les pratiques chamanistes semblent avoir été préservées dans les traditions religieuses catholiques des aborigènes de Taïwan.

### Eurasie occidentale

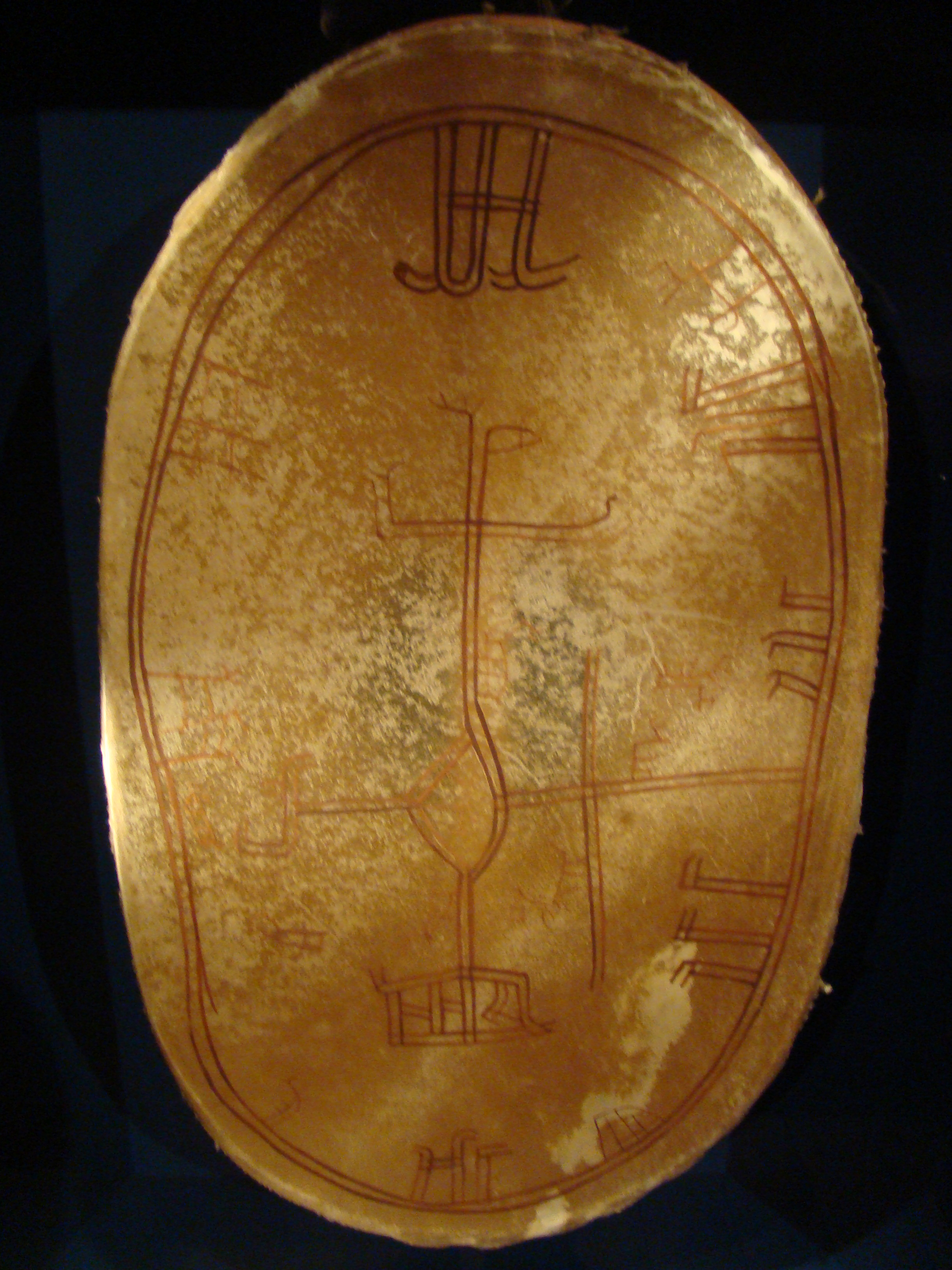
Tambour chamanique sami au Musée des sciences Arktikum, à Rovaniemi, en Finlande

Certains des peuples préhistoriques qui vivaient autrefois en Sibérie et dans d’autres parties de l’Eurasie centrale et orientale se sont dispersés et ont migré vers d’autres régions, apportant avec eux des aspects de leur culture. Par exemple, de nombreux peuples ouraliens vivent désormais hors de Sibérie ; cependant, l'origine géographique exacte des peuples proto-ouraliens (et son étendue) est sujette à débat. Des considérations phytogéographiques et linguistiques combinées (répartition de diverses espèces d'arbres et présence de leurs noms dans diverses langues ouraliennes) suggèrent que cette zone se trouvait au nord des montagnes centrales de l'Oural et dans les parties inférieures et moyennes du fleuve Ob. Des études plus récentes (2013) suggèrent une origine dans le nord-est de l'Eurasie. Il est suggéré que le proto-ouralien soit lié à la civilisation chinoise dite  Liao. Les ancêtres du peuple hongrois (les Magyars) ont erré depuis leur région ancestrale proto-ouralienne jusqu'au bassin pannonien . Le chamanisme a joué un rôle important dans la mythologie turco-mongole : le tengrisme – croyance ancienne majeure parmi les peuples xiongnus, mongols et turcs, magyars et bulgares – incorpore des éléments du chamanisme. Le chamanisme n'est plus une pratique vivante parmi les Hongrois, mais il en reste des vestiges dans les  folklores, contes populaires ou coutumes.
Certains historiens de la fin du Moyen Âge et du début de l’époque moderne ont soutenu que des traces de traditions chamaniques peuvent être vues dans les croyances populaires de cette période. Parmi les auteurs majeurs partisans de ce courant, on retrouve : l'Italien Carlo Ginzburg, qui revendique des éléments chamaniques dans la coutume des benandanti de l'Italie du XVIe siècle ; la Hongroise Éva Pócs, qui les identifie dans la tradition táltos de Hongrie, et le Français Claude Lecouteux, qui soutient que les traditions médiévales concernant l'âme se fondent sur des idées chamaniques antérieures. Ginzburg en particulier soutient que certaines de ces traditions ont influencé la conception de la sorcellerie dans la chrétienté, en particulier les idées concernant le sabbat des sorcières, conduisant aux événements des procès en sorcellerie au début de la période moderne. Certaines de ces traditions italiennes ont survécu jusqu’au XXe et au début du XXIe siècle, ce qui a permis à la sociologue italo-américaine Sabina Magliocco d’en faire une brève étude (2009).
Le chamanisme slave était largement pratiqué dans les tribus païennes slaves d'Europe de l'Est, mais le seul type de chamanisme vivant encore pratiqué et non reconstruit est celui des molfars du peuple houtsoule. Il existe des tentatives pour reconstruire cette pratique, surtout dans les communautés se réclamant de la rodnovérie. Il existe trois chamans connus dans la hiérarchie moderne : les volkhves, les guszlar et les vedmak.

## Chamanisme des régions arctiques

### Chez les Inuits et les Yupiks

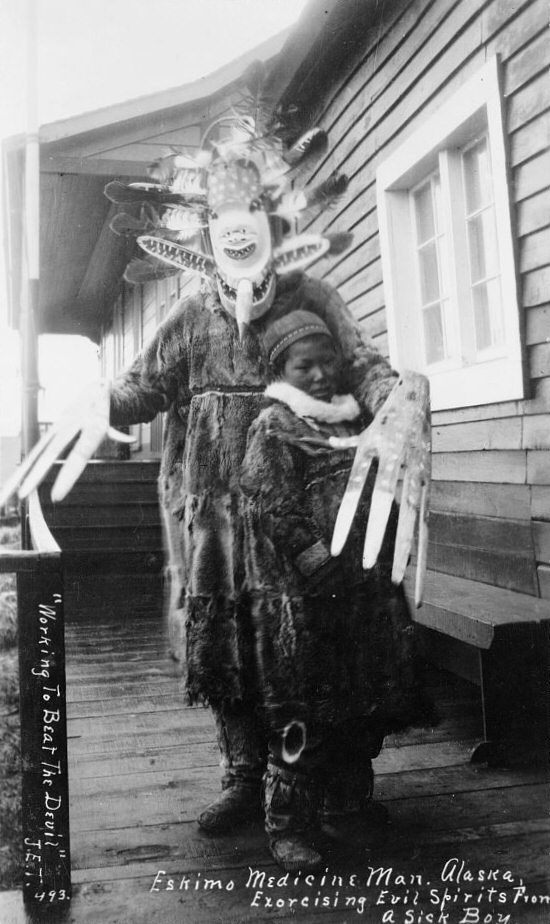
Chaman yup'ik en plein exorcisme d'esprits maléfiques s'attaquant à un garçon à Nushagak (Alaska), dans les années 1890

Qu'ils soient inuits ou yupiks, les groupes dits esquimaux habitent une vaste zone s'étendant de l'est de la Sibérie jusqu'au Groenland en passant par l'Alaska et le nord du Canada (y compris la péninsule du Labrador). Des pratiques et croyances chamaniques ont été enregistrées dans plusieurs parties de cette vaste zone traversant les frontières continentales,.
Le terme « chamanisme » peut couvrir de multiples caractéristiques de diverses cultures. La médiumnité est souvent considérée comme un aspect important du chamanisme en général. Dans la plupart des groupes esquimaux également, le rôle de médium ou médiateur est bien connu : on pense en fait que la personne qui le remplit est capable de contacter les êtres qui peuplent le système de croyance. Le terme « chaman » est également utilisé dans plusieurs publications de langue anglaise en relation avec les Esquimaux. Chez les Esquimaux eurasiens, le mot alignalghi (API : [aˈliɣnalʁi]) se traduit par chaman dans la littérature aussi bien russe qu'anglophone.
Le système de croyances suppose des liens spécifiques entre les personnes vivantes, les âmes des animaux chassés et celles des personnes décédées. Les concepts d'âme de plusieurs groupes sont des exemples spécifiques de dualisme d'âmes (montrant une variabilité dans les détails selon les différentes cultures). Contrairement à la majorité des chamans dans le monde, la carrière de la plupart des chamans esquimaux ne se motive pas par la force des choses : devenir chaman est généralement considéré comme la résultante d'une réflexion délibérée, et non d'une contrainte imposée par les esprits.

### Diversité
Il existe des similitudes dans les cultures des groupes esquimaux,,,, ainsi qu'une diversité, loin de l'homogénéité.
Le linguiste russe Menovchikov (Меновщиков), expert des langues sibériennes yupik et sireniki eskimau (tout en admettant ne pas être spécialiste en ethnologie) mentionne que les séances chamaniques des groupes sibériens yupik et sireniki qu'il a vus présentent de nombreuses similitudes avec celles des groupes inuits du Groenland décrits par Fridtjof Nansen, bien qu'une grande distance sépare la Sibérie du Groenland. Il peut également y avoir certaines similitudes entre les groupes eurasiens et nord-américains. L'utilisation d'une langue chamanique spécifique est également documentée parmi plusieurs groupes esquimaux, principalement utilisée pour parler aux esprits,. Les Ungazighmiit (appartenant aux Yupiks sibériens) avaient également un usage allégorique particulier de certaines expressions.
Les cultures locales présentaient une grande diversité. Les mythes concernant le rôle du chaman avaient plusieurs variantes, et le nom de leurs protagonistes variait également d'une culture à l'autre. Par exemple, une figure mythologique, généralement désignée dans la littérature par le terme collectif Sea Woman, porte en fait de nombreux noms locaux : Nerrivik « plat de viande » chez les Inuits polaires, Nuliayuk « lubrifiant » chez les Netsilingmiut, Sedna « celle du bas » chez les  Inuits du Baffin. Aussi les conceptions de l'âme, par exemple les détails du dualisme de l'âme, montraient une grande variabilité, allant de la tutelle à une forme de réincarnation. La conception des esprits ou d'autres êtres revêtait également de nombreuses variantes.

## Les Amériques

### En Amérique du Nord

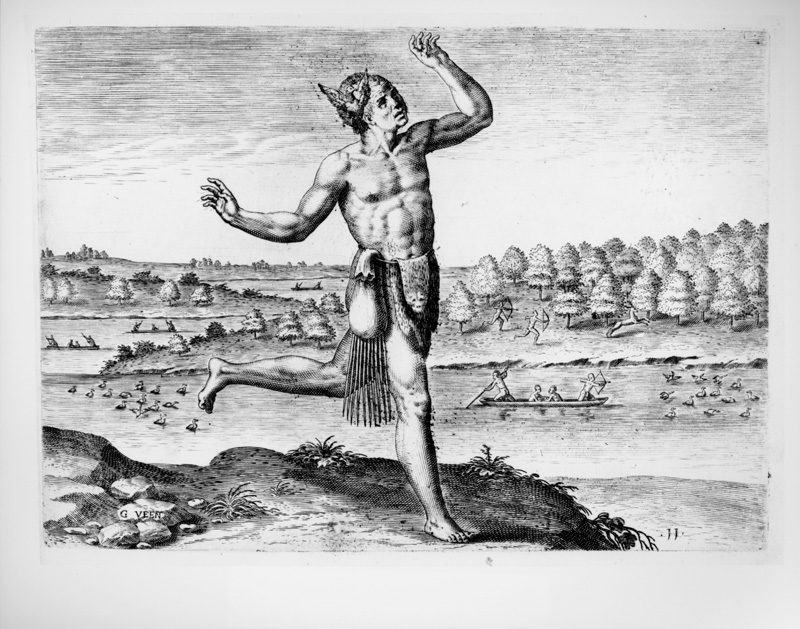
Le conjureur de sort amérindien, gravure coloniale de 1590.

Souvent empreintes de romantisme, et du mythe du bon sauvage, les observations des premiers récits européens relatifs aux populations amérindiennes ne permettent pas une description précise et fiable des pratiques spirituelles des différents peuples amérindiens.
Toutes les communautés autochtones n’attribuent pas nécessairement de rôle pour des individus spécifiques qui interviennent comme médiateurs avec le monde des esprits au nom de la communauté. Parmi celles qui ont ce type de structure religieuse, les méthodes et croyances spirituelles peuvent avoir certains points communs, bien que beaucoup soient dus au fait que certaines nations sont étroitement liées, que la plupart provienne de la même région, ou que des politiques gouvernementales postcoloniales aient conduit au regroupement de nations autochtones, autrefois indépendantes, dans les mêmes réserves. Cela peut parfois donner l’impression qu’il y a plus d’unité entre les systèmes de croyances dans les temps modernes par rapport aux temps anciens.
Avec l'arrivée de l'administration coloniale, la pratique des croyances traditionnelles amérindiennes est découragée au profit du christianisme. Jusqu’à l’adoption de la loi sur les libertés religieuses des Amérindiens (American Indian Religious Freedom Act) en 1978, il était illégal pour les peuples autochtones de pratiquer la religion traditionnelle et les cérémonies sacrées. Dans la plupart des communautés, les traditions n'ont pas été complètement éradiquées, mais sont plutôt entrées dans la clandestinité et ont été pratiquées secrètement jusqu'à l'abrogation des lois prohibitives ou le syncrétisme avec le christianisme, conservant certains aspects des croyances et pratiques traditionnelles et les combinant avec celles chrétiennes. Au cours des cent dernières années, des milliers d'enfants amérindiens et des Premières Nations de différentes communautés ont été envoyés dans le système éducatif indien du Canada et dans les pensionnats indiens afin d'éradiquer les langues, cultures et croyances tribales. Cela a entraîné une nouvelle baisse du nombre d’autochtones pratiquant la religion et la médecine traditionnelles. Les lois canadiennes adoptées en 1982 et depuis lors ont tenté de renverser les tentatives précédentes d'extinction de la culture autochtone.

### En Amérique centrale

#### Chez les Mayas

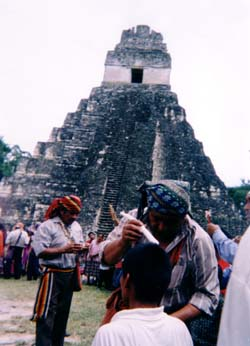
Prêtre maya dans un rituel de guérison à Tikal

La religion maya est l'ensemble des croyances et des rites partagés à l'époque précolombienne par les Mayas, dont il reste des pratiques très importantes dans certaines communautés indigènes mayas, notamment au Guatemala.
Cette religion polythéiste partage de nombreux points communs avec les autres religions mésoaméricaines, tant du point de vue des croyances que des pratiques rituelles et des arts sacrés.
Les Mayas croyaient en la récurrence des cycles de création et de destruction. Les rituels et les cérémonies étaient étroitement reliés à ces multiples cycles terrestres et célestes. Le rôle du prêtre maya était d'interpréter ces cycles et de prophétiser les temps passés et à venir. Si des temps difficiles étaient prévus, il fallait faire des sacrifices pour apaiser les dieux.

#### Chez les Aztèques
Religion polythéiste du centre du Mexique précolombien, la religion aztèque constitue une caractéristique fondamentale de la société aztèque parce que ses rites et croyances imprégnaient la vie quotidienne des Aztèques, leur hiérarchie sociale, leurs relations aux autres peuples mésoaméricains, jusqu'à motiver certains conflits armés réguliers, et aussi parce que cette religion a constitué un sujet particulièrement important des premiers témoignages, chroniques et études écrits par les Espagnols sur cette civilisation, notamment en raison de son recours aux sacrifices humains, et reste un vaste champ des recherches mésoaméricanistes. C'est une religion astrale dans laquelle le mythe solaire et son culte sont fondamentaux.

### En Amérique du Sud

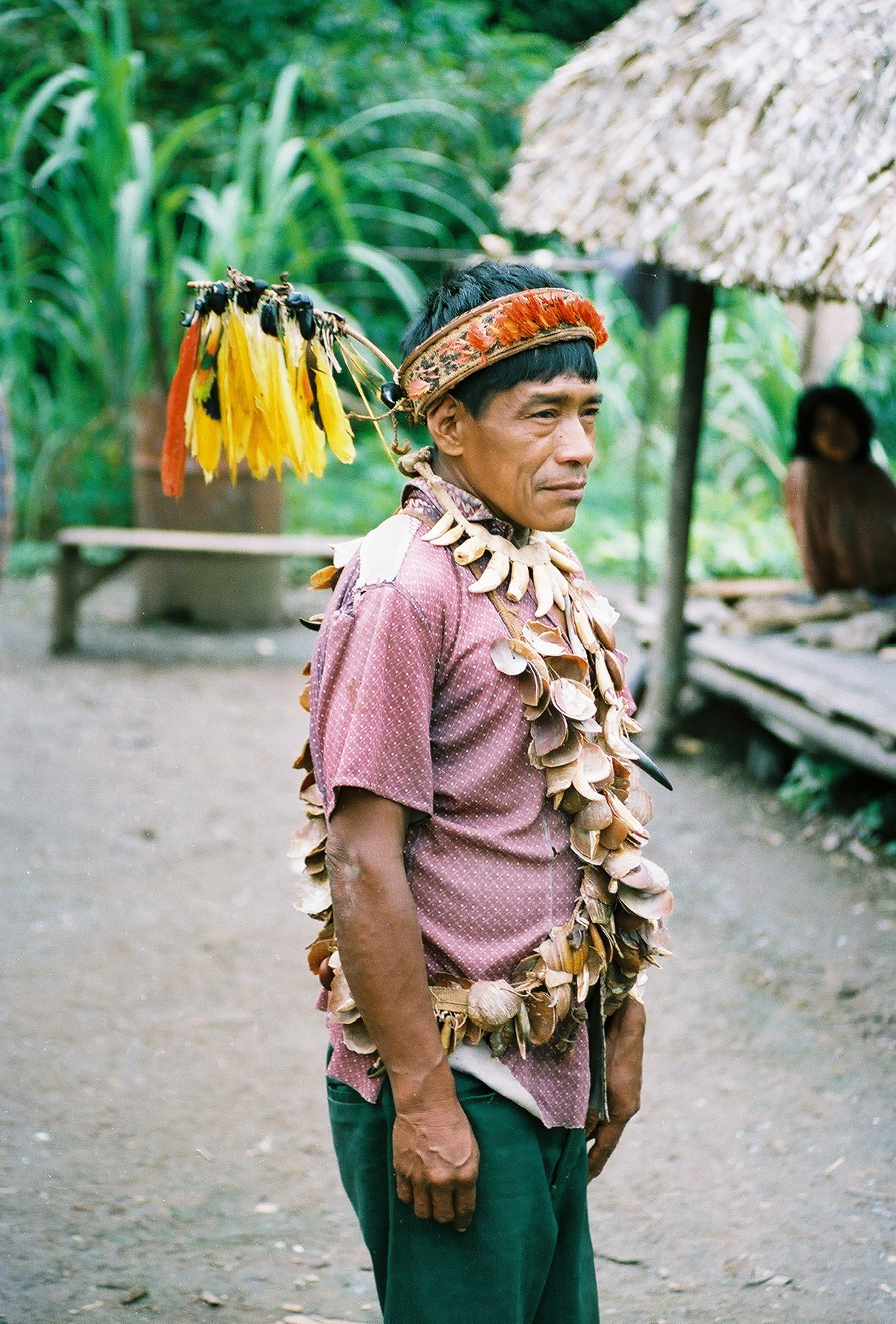
Chaman urarina (1988)

#### Chez les Urarina
Les Urarina de l'Amazonie péruvienne ont un système cosmologique élaboré fondé sur la consommation rituelle de l'ayahuasca, qui est un élément clé de leur société.

#### Au Brésil
Le Santo Daime et l'União do Vegetal (en abrégé UDV) sont des religions syncrétiques qui utilisent un enthéogène appelé ayahuasca pour tenter de se connecter avec le royaume des esprits et de recevoir la direction divine.

#### En Amazonie

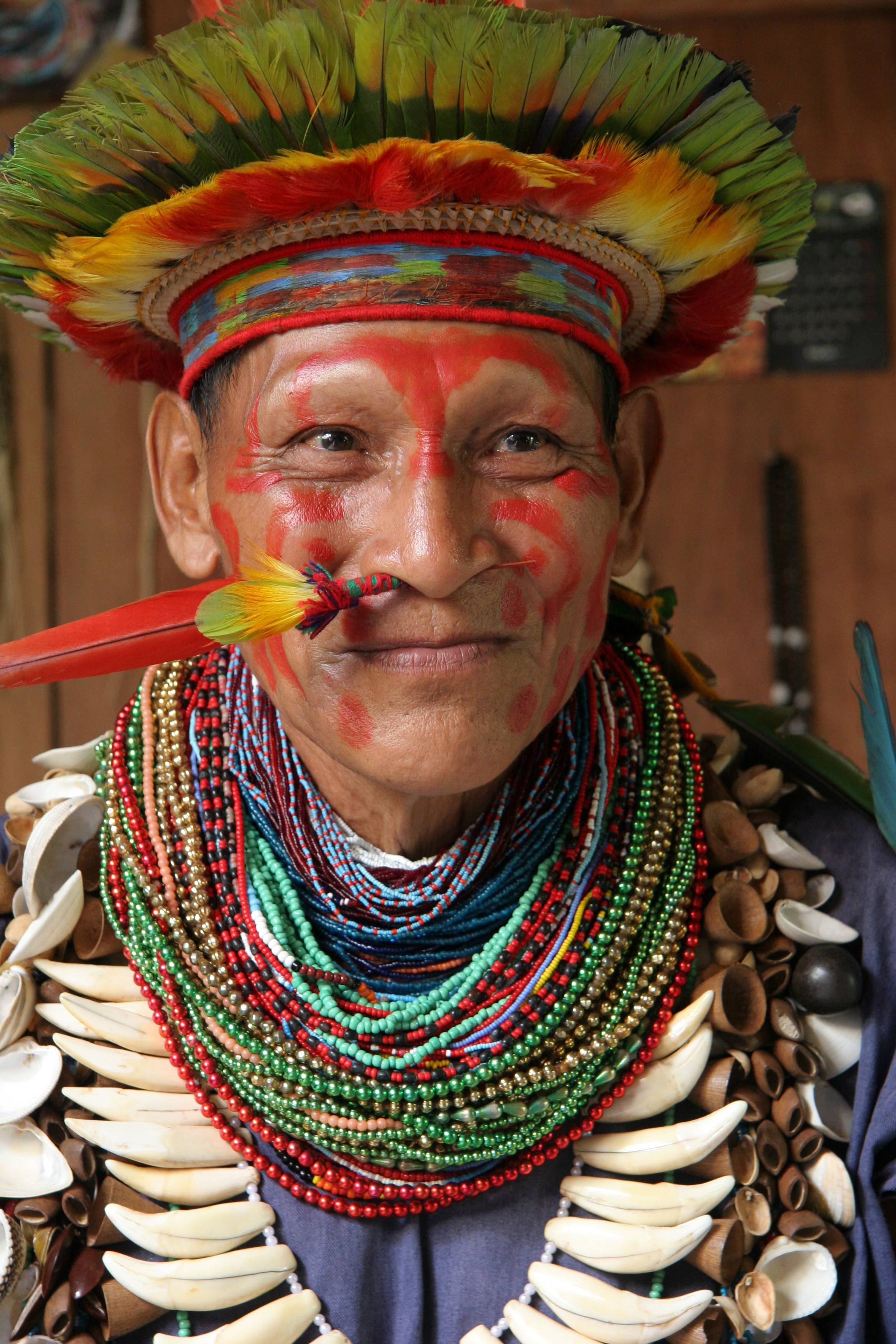
Chaman shuar dans la forêt amazonienne (Équateur, 2006)

Dans le bassin amazonien péruvien et dans les régions côtières du nord du pays, les guérisseurs sont connus sous le nom de curanderos. Les ayahuasqueros sont des Péruviens spécialisés dans l’utilisation de l’ayahuasca. Les ayahuasqueros sont devenus populaires parmi les chercheurs spirituels occidentaux, qui prétendent que les ayauasqueros et leurs préparations d'ayahuasca les ont guéris de tout, de la dépression à la dépendance en passant par le cancer.
En plus de l'utilisation de l'ayahuasca par les curanderos et de leur ingestion ritualisée de cactus San Pedro (echinopsis pachanoi) contenant de la mescaline pour la divination et le diagnostic de la sorcellerie, les chamans de la côte nord sont célèbres dans toute la région pour leurs autels de guérison complexes et symboliquement denses appelés mesas (espagnol : tables). L'anthropologue canadien Douglas Sharon soutient (1993) que les mesas symbolisent l’idéologie dualiste qui sous-tend la pratique et l’expérience du chamanisme de la côte nord. Pour Sharon, les mesas sont « l’incarnation physique de l’opposition surnaturelle entre les énergies bienveillantes et malveillantes » (Dean 1998 : 61).
Dans plusieurs tribus vivant dans la forêt amazonienne, les chefs spirituels agissent également en tant que gestionnaires de ressources écologiques rares,,. Le riche symbolisme de la culture des Tucanos a été documenté lors de travaux de terrain même au cours des dernières décennies du XXe siècle,,.

#### Chez les Wai-Wai
Le yaskomo des Wai-Wai est réputé capable de réaliser un « envol de l'âme »; qui peut remplir plusieurs fonctions :
- la guérison
- s'envoler vers les cieux pour consulter des êtres cosmologiques (la lune ou son frère) afin de récupérer le nom d'un nouveau-né
- s'envoler jusque dans la grotte des montagnes aux pecaris afin de demander au Père des pécaris l'abondance du gibier
- s'envoler jusqu'au plus profond d'un fleuve, afin d'obtenir l'aide des autres créatures.

Ainsi le yaskomo est perçu comme capable de rejoindre le ciel, les entrailles de la terre et les eaux.

#### Chez les Mapuches
Chez les Mapuches du Chili, une machi est généralement une femme qui sert la communauté en accomplissant des cérémonies pour guérir les maladies, conjurer le mal, influencer le temps et les récoltes, et en pratiquant d'autres techniques de guérison telles que l'herboristerie.

#### Chez les Aymaras
Chez les Aymaras de la région du lac Titicaca, le yatiri est un guérisseur à la fois des corps et des âmes. Il accomplit les rituels de Pachamama. Une partie des pouvoirs de guérison attribués aux pratiques chamaniques dépend de l’utilisation d’alcaloïdes végétaux pris lors des séances thérapeutiques.

#### Chez les Fuégiens
Malgré leur statut de chasseurs-cueilleurs identique, les Fuégiens (peuples indigènes de Terre de Feu) ne partageaient pas une culture commune. La culture matérielle n’était pas non plus homogène : la grande île et l’archipel permettaient deux adaptations différentes. Certaines cultures étaient côtières, d'autres s'orientaient vers l'intérieur des terres,.
Les Selknam et les Yagans avaient chacun une personne remplissant un rôle chamanique. Les Selk'nam croyaient que leur jon (API : [xon]) possédait des capacités surnaturelles, par exemple pour contrôler la météorologie. La figure de jon est également apparue dans les mythes. Le yámana yekamush (API : [jekamuʃ]) correspond au selknam jon.

## L'Océanie
Sur l'île de Papouasie-Nouvelle-Guinée, les tribus autochtones croient que maladies et calamités proviennent d'esprits sombres, ou masalai, qui s'accrochent au corps d'une personne et l'empoisonnent,. Les chamans sont convoqués afin de purger les esprits malsains d'une personne. Ils effectuent également des cérémonies pour faire tomber la pluie et ou bien améliorer les capacités d'un chasseur à attraper du gibier.

### Chez les aborigènes d'Australie
En Australie, divers groupes aborigènes appellent leurs chamans kadji (« sages »). Ces chamans font appel au maban (ou mabain), force spirituelle leur conférant des pouvoirs réputés magiques. Outre la guérison, le contact avec des êtres spirituels, la participation à l'initiation et à d'autres cérémonies secrètes, ils font également respecter les lois tribales, sont les gardiens de connaissances particulières et peuvent jeter un sort mortel à celui qui brise un interdit social (tabou) en interprétant une chanson réservée uniquement à l'usage des « sages »,.

## L'Afrique
Au Mali, chez les Dogon, les sorciers (hommes et femmes) communiquent avec un esprit nommé Amma, qui les conseille sur les pratiques de guérison et de divination.
La signification classique du chaman en tant que personne qui, après s'être remise d'une maladie mentale assume la vocation professionnelle de praticien religieux socialement reconnu, est illustrée par les Sisaala (du nord de l'ancienne Côte de l'or) : « les fées l'ont saisi et l'ont rendu fou pendant plusieurs mois. Finalement, cependant, il a appris à contrôler leur pouvoir, qu'il utilise maintenant pour la divination ».

### Sangomachez les Zoulous,mutietthwasa

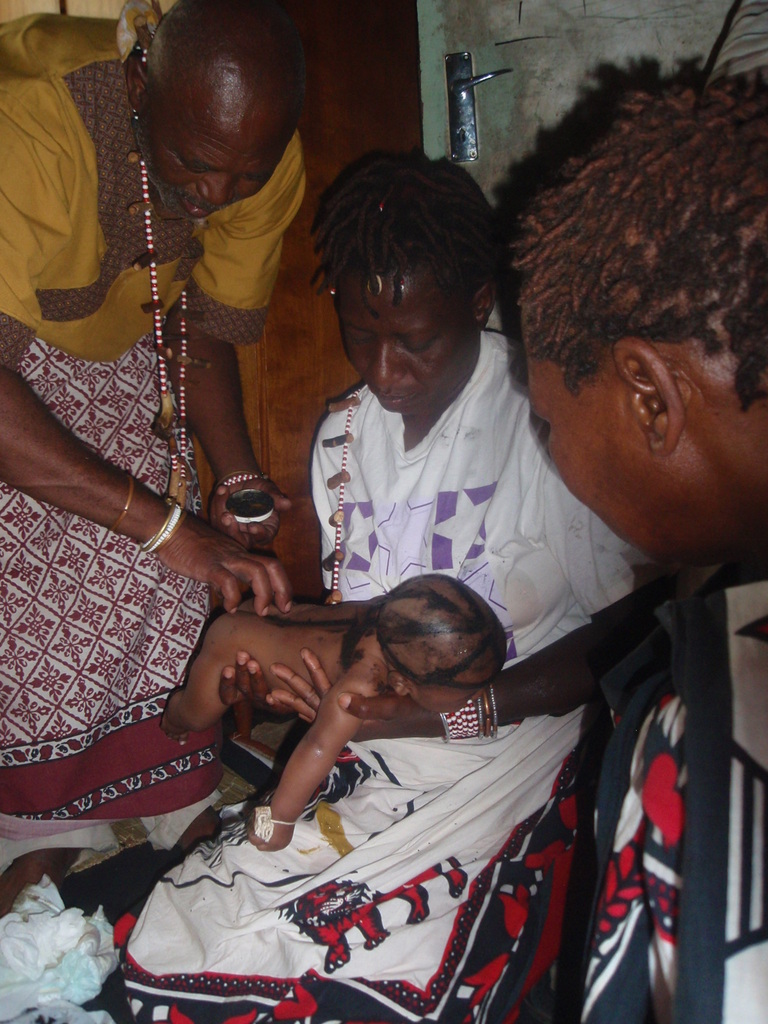
Guérisseur Sangoma/Inyanga baptisant un bébé afin de lui protéger l'âme, Johannesburg (Afrique du Sud)

Le terme sangoma, tel qu'employé dans les langues zouloues et leurs variantes, est effectivement équivalent à chaman. Les sangoma sont très vénérés et respectés dans leur société, où la maladie serait causée par la sorcellerie, la pollution (contact avec des objets ou des événements impurs), les mauvais esprits ou les ancêtres eux-mêmes, soit de manière malveillante, soit par négligence s'ils ne sont pas respectés. ou pour montrer à un individu sa vocation à devenir sangoma (thwasa). Pour l’harmonie entre les vivants et les morts, vitale pour une vie sans problèmes, il convient de respecter les ancêtres à travers des rituels et des sacrifices d’animaux.
Également employé par les cultures nguni, le terme inyanga équivaut à « herboriste » tel qu'utilisé par le peuple zoulou et à une variante utilisée par les Karanga, parmi lesquels les remèdes (connus localement sous le nom de muti) contre les maladies sont découverts par l'inyanga, informé par rêve de l'herbe capable d'effectuer la guérison et également de l'endroit où trouver cette herbe. La majorité de la base de connaissances sur les plantes médicinales est transmise d'un inyanga à l'autre, souvent au sein d'un cercle familial particulier dans un village donné.
Le chamanisme est connu chez les Noubas du Kordofan au Soudan,.

## Néo-chamanisme contemporain
Dans certains cercles occultes et ésotériques contemporains, on constate une volonté de réinventer le chamanisme sous une forme moderne, en s'appuyant souvent sur le chamanisme traditionnel — un ensemble de croyances et de pratiques synthétisées par Michael Harner — centré sur l'utilisation de tambours et de danses rituels et les interprétations de Harner de diverses religions indigènes. Harner a été critiqué pour avoir extrait des morceaux de diverses religions de leur contexte culturel dans le but de créer des pratiques chamaniques « universelles ». Certains néochamans se concentrent sur l'utilisation rituelle d'enthéogènes et/ou adhèrent également aux préceptes de la magie du chaos tandis que d'autres (comme Jan Fries) ont créé leurs propres formes de chamanisme.
Les traditions néo-chamaniques d'origine eurasienne se concentrent sur les traditions recherchées ou imaginées de l'ancienne Eurasie, où de nombreux systèmes de croyance et leurs pratiques mystiques ont été supprimés par l'Église chrétienne. Certains de ces praticiens expriment le désir de renouer avec un système fondé sur leurs propres traditions ancestrales. Certains anthropologues et praticiens ont discuté de l'impact d'un tel néo-chamanisme, comme « donner un salaire supplémentaire » (Harvey, 1997 et ailleurs) aux traditions amérindiennes, d'autant plus que de nombreux praticiens chamaniques païens ou païens ne se disent pas chamanes, mais utilisent plutôt des noms spécifiques dérivés de traditions eurasiennes – elles fonctionnent au sein de sociétés spécifiques telles que la völva ou la seidkona (femme chamane) décrites dans les sagas du nord de l'Europe (voir Blain 2002, Wallis 2003).
De nombreux chercheurs spirituels se rendent au Pérou pour travailler avec des ayahuasqueros, des chamans qui pratiquent l'utilisation rituelle de l'ayahuasca. Lorsqu'ils prennent de l'ayahuasca, les participants rapportent fréquemment avoir rencontré des esprits et reçu des révélations divines. Les techniques chamaniques ont également été utilisées dans les thérapies New Age qui utilisent la mise en scène et l'association avec des réalités alternatives,.